# Yoriko Kawaguchi
Yoriko Kawaguchi (川口 順子 Kawaguchi Yoriko?,  ; Tokio, 14 de enero de 1941) es una política japonesa del Partido Liberal Democrático experta en relaciones Internacionales que se ha desempeñado como ministra de Medio Ambiente (2000-2002) y de Asuntos Exteriores (2002-2004).

## Biografía
Kawaguchi nació el 14 de enero de 1941 en Tokio, entonces capital del Imperio de Japón inmerso en la Segunda Guerra Mundial.
En 1960, se graduó de la Escuela Secundaria Superior de la Universidad de Educación de Tokio (actual Escuela Secundaria Superior de la Universidad de Tsukuba). Algunos compañeros de su etapa secundaria incluyen a Nobuo Habeyanagi (expresidente de Mitsubishi UFJ Financial Group), Hideki Shimamura (ex director del Instituto Nacional de Investigación Polar), Yutaka Hoshide (profesor de la Academia de Música Showa) y Hajime Matsumoto (neurocientífico) y Yozo Yokota (asesor especial del rector de la Universidad de Naciones Unidas).
En 1965, se graduó de Relaciones internacionales en el Colegio de Artes y Ciencias de la Universidad de Tokio. En abril del mismo año comenzó a trabajar en el Ministerio de Comercio Internacional e Industria.
En 1972 compaginó su trabajo con la obtención de una maestría en Economía por la Universidad de Yale, que le permitiría trabajar en el Banco Mundial.
En febrero de 1990, tras desempeñar otros altos cargos del |Ministerio de Comercio Internacional e Industria, fue nombrada directora general de la División de Cooperación Económica de la Oficina de Política Comercial.
En 2000, en el segundo gabinete de Yoshirō Mori, se le otorgó la cartera ministerial de Medio Ambiente, que asumiría formalmente el 6 de enero de 2001, durando apenas un año como ministra de la misma, hasta el 8 de febrero de 2002, ya en el gabinete de Jun'ichirō Koizumi. Durante su corta etapa, participó como delegada japonesa en la Cumbre del clima celebrada en Bonn (Alemania), desbloqueando el veto japonés al Protocolo de Kioto.
Previo a su fin como ministra de Medio Ambiente, el 1 de febrero de 2002 fue nombrada ministra de Asuntos Exteriores, cargo que desempeñaría hasta el 27 de septiembre de 2004, cuando dimitió para facilitar una reorganización del gabinete ministerial, siendo sucedida por Nobutaka Machimura.
En octubre de 2005 se presentó como candidata a las elecciones parciales para renovar algunos escaños de la Cámara de Consejeros por la prefectura de Kanagawa, siendo elegida. En 2007, se presentó nuevamente por el Partido Liberal Democrático a la elección de la Cámara de Consejeros para revalidar su escaño, consiguiéndolo y siendo nombrad consejera por segunda vez consecutiva. En 2010 volvió a ser nombrada consejera por tercera vez consecutiva.
Para la elección de la Cámara de Consejeros de 2013, decidió no presentarse y anunciar su retirada de la política activa.
En 2018 renunció a su cargo como directora de la Petroleum Resources Development Co.

## Reconocimientos
- Gran Cinta de 1.ª clase de la Orden del Sol Naciente ( Japón, 29 de abril de 2017).[3]